# マックス・ペイン (映画)
『マックス・ペイン』（原題：Max Payne）は、2008年のアクション映画。PG-12指定（アメリカではPG-13）。原作は2001年に発売されたアクションゲームソフト「マックスペイン」。日本ではCERO：Z指定となっている。
2009年9月4日にBlu-ray Disc・DVDが発売。本編は劇場版よりも3分長い、完全版を収録。特典としてPinP(子画面表示)コンテンツとして、ビハインド・ザ・シーンを収録。PinP非対応機用の映像も収録する。さらに、監督やスタッフによるコメンタリー、グラフィック・ノベルの「ミシェル・ペイン」、メイキングなども収録された。

## ストーリー
公式サイトにて
殺人課の刑事マックスは最愛の妻子を武装したジャンキーらに殺される。犯人の内2人はその場で射殺、しかしリーダー格と見られる男は逃走。「あと10分早ければ」そんな言葉が苦しみと犯人達に対する憎悪として残る。
数年後、街は新種のドラッグ「ヴァルキリー」が蔓延し、翼のタトゥーを彫ったジャンキー達で溢れていた。殺人課から未解決事件班に移り犯人達をたった一人孤独に捜査し続けるマックスは、ある晩地下鉄のホームでジャンキー達から「翼を持つ男」という言葉を聞く。裏社会の社交場での聞き込みで、ナターシャという女性に会い、彼女が何かを知っていると考えたマックスは、彼女を自宅に連れ込み問いただそうとする。しかしナターシャからは誘惑のみでマックスはナターシャを自宅から追い出す。その晩ナターシャは何者かに惨殺される。
翌朝、マックスは元同僚のアレックスからナターシャが死亡したことを知らされ、同時にナターシャの殺害疑惑が掛けられていることも知らされる。彼女がマックスの財布を掏(す)っていたことは、遺体が語っていた。
なんとかマックスの無実の罪を晴らそうとアレックスは過去の惨殺事件を洗っていた。その時アレックスはある共通点があることに気づき、マックスに連絡を取る。連絡を聞いたマックスはすぐにアレックスのもとに向かう。しかし、何者かがアレックスを殺害した後だった。マックスも殺されかける。病院で目覚めたマックスは、元刑事で現在は殺された妻の勤務先であった製薬会社の役員を務めるB・Bと一緒にアレックスの通夜に行く。
マックスは2件の殺人容疑をかけられ、ロシアン・マフィアでナターシャの姉・モナと手を組み真犯人を捜す。内部調査部のジム・ブラヴーラから追われながらも、「羽を持つ男」の正体を元妻の上司の一人のコルヴィンから知らされたマックスは、単身で「羽を持つ男」のアジトに突入することを決意する。
しかしマックスを待っていたものはマックスの想像を絶する驚愕の真実だった。

## キャスト
| 役名                   | 俳優                               | 日本語吹替 |
| ---------------------- | ---------------------------------- | ---------- |
| マックス・ペイン       | マーク・ウォールバーグ             | 横堀悦夫   |
| モナ・サックス         | ミラ・クニス                       | 朴璐美     |
| B.B.ヘンズリー         | ボー・ブリッジス                   | 福田信昭   |
| ナターシャ             | オルガ・キュリレンコ               | 岡寛恵     |
| ジム・ブラヴーラ       | クリス・"リュダクリス"・ブリッジス | 相沢正輝   |
| ジャック・ルピノ       | アマウリー・ノラスコ               | 飯島肇     |
| ジェイソン・コルヴィン | クリス・オドネル                   | 川田紳司   |
| アレックス             | ドナル・ローグ                     | 丸山壮史   |
| ニコール               | ケイト・バートン                   | 寺内よりえ |
| ジョー                 | ラザフォード・グレイ               |            |
| オーウェン             | ジョエル・ゴードン                 |            |
| リンカーン             | ジェイミー・ヘクター               | 丸山壮史   |
| トレヴァー             | アンドリュー・フリードマン         | 後藤哲夫   |

- 日本語吹替版その他：永木貴依子、加納千秋、谷昌樹、彩乃木崇之、斉藤次郎、武虎、志村知幸、滝知史、東條加那子、佐藤美一、清和祐子

- 日本語吹替版制作スタッフ 演出：高橋剛、翻訳：徐賀世子、調整：佐藤隆一、制作：ビデオテック

## スタッフ
- 監督 ジョン・ムーア
- 脚本：ボー・ソーン
- キャラクター原案：サム・レイク
- 製作：ジョン・ムーア、ジュリー・ヨーン、スコット・フェイ
- 製作総指揮：リック・ヨーン、カレン・ローダー、トム・カーノウスキー
- 音楽：マルコ・ベルトラミ、バック・サンダース
- 撮影監督：ジョナサン・セラ
- 編集：ダン・ジマーマン
- 美術：ダニエル・T・ドランス
- 衣装：ジョージ・L・リトル
- 特殊メイク：マシュー・W・マングル
- 特殊効果監修：ジョン・マクギリヴレイ
- 特殊効果：ドリュー・ロングランド、他
- 視覚効果監修：ジェフ・キャンベル、他
- 視覚効果：SPIN VFX、他
- 原作:ロックスター・ゲームズ

## 各国のレイティング
（流血描写を抑えたアメリカ劇場公開版と、無修正版が存在する）
- アメリカ：PG-13（劇場版）、R（無修正版）
- 日本：PG-12
- イギリス：15（無修正版）
- アイルランド：15A
- フィンランド：K-15
- オーストラリア：MA
- ハンガリー：16
- ニュージーランド：M（初回審査）、R16（再審査）
- フィリピン：PG-13
- シンガポール：PG（劇場版）、NC-16（DVD再審査）
- ポルトガル：M/16
- スウェーデン：15
- ノルウェー：15
- 南アフリカ：13V
- オランダ：16
- スイス：14
- 韓国：15
- カナダ：14A
- ドイツ：16（劇場版）、18（無修正版）
- ブラジル：14
- フランス：-12
- アルゼンチン：16
- ペルー：14
- マレーシア：18PL
- インド：A